# (5933) Kermudzhian
(5933) Kermudzhian ist ein Asteroid des Hauptgürtels, der am 26. August 1976 vom sowjetisch-russischen Astronomen Nikolai Stepanowitsch Tschernych am Krim-Observatorium in Nautschnyj (IAU-Code 095), etwa 30 km von Simferopol, entdeckt wurde.
Der Asteroid wurde nach dem sowjetisch-armenischen Ingenieur Alexander Leonowitsch Kemurdschian (1921–2003) benannt, der Chefentwickler der ersten Lunochod-Raumfahrtmobile war und unter anderem Lunochod 2 und ein Fahrzeug zur Bereinigung der verstrahlten Überreste entwickelte, nachdem es zur Kernschmelze in Tschernobyl kam.